# Lubdu
Lubdu, Lubda – starożytne miasto w centralnej/południowej Mezopotamii, wzmiankowane w źródłach z II tys. p.n.e. (teksty z okresu starobabilońskiego, średniobabilońskiego i średniasyryjskiego, teksty z Nuzi) i z I tys. p.n.e. (teksty z okresu nowoasyryjskiego), często w powiązaniu z miastem Arrapha. Leżało najprawdopodobniej na południe od Arraphy (wsp. Kirkuk), w pobliżu lub na miejscu współczesnego irackiego miasta Dakuk (Tawuq, Tauq).

## Dzieje
W listach z archiwów z Mari miasto Lubdu wymieniane jest jako miejsce, w którym stacjonowali żołnierze wierni dynastii Szamszi-Adada I (1814-1782 p.n.e.). Znany jest też starobabiloński kontrakt, w którym mowa jest o sprzedaży niewolnicy z Lubdu (URU Lu-ub-daki). Teksty z Nuzi wspominają o pałacu znajdującym się w Lubdu oraz o czczonej w tym mieście Isztar z Lubdu. Za panowania Kasytów, co najmniej od drugiej połowy XIV w. p.n.e., obszar na którym leżało miasto Lubdu włączony został do Babilonii. Miasto to wzmiankowane jest w tekście datowanym na piąty rok panowania króla Nazi-Maruttasza (ok. 1307-1282 p.n.e.) oraz w kilku średniobabilońskich listach. Burmistrz Lubdu pojawia się w niedatowanym średniobabilońskim tekście z Dur-Kurigalzu. Zgodnie z inskrypcjami asyryjskiego króla Adad-nirari I (1305-1274 r. p.n.e.) Lubdu wyznaczać miało północną granicę Babilonii. Inny asyryjski król, Tiglat-Pileser I (1114-1076 p.n.e.), zdobyć miał Lubdu w trakcie swej wyprawy wojennej do Babilonii. W jakiś czas później Lubdu znalazło się znów pod kontrolą Babilończyków, którzy musieli je ufortyfikować, gdyż w inskrypcjach asyryjskiego króla Adad-nirari II (911-891 p.n.e.) nazywane jest ono „twierdzą”  (birtu). Adad-nirari II zaatakował Babilonię, rządzoną wówczas przez króla Szamasz-mudammiqa, a wśród zdobytych i zaanektowanych przez niego miast znalazły się Arrapha i Lubdu. Za rządów asyryjskiego króla Aszurnasirpala II (883-859 p.n.e.), z okazji wielkiego bankietu urządzonego przez tego króla w Kalhu, gubernator (šaknu) Lubdu i gubernator Suhu wręczyli mu dar w postaci pięciu żywych słoni. Pod koniec panowania asyryjskiego króla Salmanasara III (858-824 p.n.e.) Lubdu wraz z wieloma innymi miastami dołączyło do wielkiej rebelii zainicjowanej przez Aszur-da’’in-apla, syna króla, który podjął próbę przejęcia władzy w Asyrii. Rebelię tą udało się dopiero stłumić Szamszi-Adadowi V (823-811 p.n.e.), innemu synowi i następcy Salmanasara III. W geograficznym traktacie z czasów panowania Sargona II (722-705 p.n.e.) Lubdu jest jednym z miast wyznaczających granicę terytorium należącego do Arraphy. 